# 스크랫
스크랫은  아이스 에이지 시리즈의 캐릭터이며 항상 영화의 시작과 끝을 장식하는 수컷 원시다람쥐다. 모든 사건의 원인제공인물이다. 종은 Saber-tooth squirrel이다.
대사가 없지만 비명(뜨에에아아악!)과 낑낑 거리는 소리를 주요 대사로 봐도 무방하다. 슬랩스틱 코미디를 보여주는 웃음용 캐릭터이다.
도토리에 엄청나게 집착과 집념을 보이며 작 중간중간에 종종 나오곤 한다. 그렇게 많이 도토리를 놓침에도 불구하고 포기를 하지 않는 엄청난 인내심의 소유자이다. 도토리에 살고 도토리에 죽을 듯이 삶을 도토리로 장식하려 하고 주식이 무엇인지는 밝혀지지 않았다.
3편에서 암컷 날다람쥐인 스크래티(Scratte)를 만나도 도토리를 택할정도로 집착이 강하다.(나중에 도토리를 주긴 했지만 최종적으로 도토리를 택했다.) 예외라면 1편 마지막에 도토리가 사라진 뒤 코코넛을 땅에 묻었다. 여러 가지 장애물들이 스크랫이 도토리를 손에 넣는 것을 막음에도 불구하고 온갖 고생 고난들을 다 겪지만 끝까지 죽지 않는 생존력을 보여준다.

## 중요 사건 (영화)
아이스 에이지 1
- 1편 마지막에서 빙하시대가 끝난 2만 년 후에도 살아있는 모습이 나온다. 물론 스크랫은 기대를 저버리지 않고 도토리를 얻으려다 같이 냉동된 채로.
- 도토리가 바닷물에 휩쓸려 떠나가자 슬퍼하지만, 우연찮게 코코넛이 떨어지자 그걸 땅에 묻는다.[2]

아이스 에이지 2 : 멜트다운(The Meltdown, 2006)
- 2편 마지막에선 죽어서 도토리 천국에 가게 된다. 하지만 대왕 도토리를 잡으려고 할떼 시드가 인공호흡으로 다시 살리면서 스크랫의 삶의 낙을 하나도 못얻고 살아났기에 시드에게 쿵푸를 시전했다.
- 중간에 피라냐 떼와 도토리를 가지고 사투를 벌이는 모습이 있는데, 여기서 스크랫의 전투력이 만만치 않다는 것을 보여준다.

아이스 에이지 3 : 공룡시대 (Dawn of The Dinosaurs, 2008)
- 암컷 날다람쥐인 스크래티가 등장, 둘이서 도토리를 가지고 다투다가 서로 사랑에 빠져 동거하게 되는 의외의 전개를 보여준다. 하지만 스크랫은 도토리를 택한다.
- 3편 마지막에서 도토리를 잡는데 성공하고 지하 공룡세계로 빠진 스크래티를 약올리는데 도토리를 빠트리면서 절규를 지르고 끝난다. 항상 도토리를 이런 식으로 놓치곤 한다.

아이스 에이지 4 : 대륙 이동설 (Continental Drift, 2012)
- 평소와 다름 없이 얻은 도토리를 산 꼭대기에 묻으려다 산이 반으로 갈라져 지구의 내핵까지 가게 된다. 도토리가 굴러가는 것을 막기 위해 내핵을 건드려 지구의 대륙 이동과 기린이 목이 긴 이유가 증명된다.
- 심해에 도토리가 있는 것을 발견하고 뛰어난 잠수 실력을 보이며 바다로 들어갔지만 알고보니 도토리가 아닌 도토리 섬의 위치를 알려주는 지도였던 것이다.
- 마지막에는 도토리 섬인 '다람쥐란티스'[3]라는 곳에 도착한다. 그곳에선 같은 다람쥐 종족이지만 인간과 같이 옷을 입고, 그리스 양식의 건물도 지어놓고, 광장도 있는 엄청난 문명을 갖추고 있었다. 광장에는 거대한 도토리가 있었는데, 눈이 확 돌아간 스크랫이 그걸 빼려고 했지만 '아리스크래틀'[4]이 "본능을 참아야 한다."라는 닉값을 시전했음에도 도토리를 빼버린다. 그 도토리는 사실 물이 역류하는 것을 막는 용도였지만 빼버렸으니 물이 한꺼번에 몰려와 '다람쥐란티스'는 역사속으로 사라지고, 섬이 있던 곳은 현재의 미국 서부 지역이 되어 스크랫은 사막으로 떨어지며 영화가 끝이 난다.

아이스 에이지 5 : 지구 대충돌 (Collision Course, 2016)
- 여태까지 해왔던 것처럼 어디서 구해왔는지는 모르지만 또 도토리를 묻으려다 얼음 동굴로 떨어진다. 얼음 동굴에서 도토리를 무언가에 끼워넣자 UFO가 작동하면서 우주로 가버리게 된다. 모여있던 행성들을 당구마냥 치게 되어 태양계의 창조주가 되버린다.
- 지구와 수많은 운석들이 충돌하게 만들어버리기도 한다.

TV판 아이스 에이지 단편 : 매머드의 크리스마스 (A Mammoth Christmas, 2011)
- 산타클로스의 썰매에서 자기에게 주어질 도토리 선물을 발견했지만, 그걸 또 날려버리고 순록 발길질에 얻어맞게 되는 좋지 않은 크리스마스 이브를 보낸다.

## 성우
1, 2, 5편 성우 : 크리스 웻지(Chris Wedge, 1편 공동 감독 & 1, 2, 3편 공동 제작자)
3, 4편, 단편(매머드의 크리스마스) 성우 : 카렌 디셔(Karen Disher, 단편의 감독)

## 기타 등등 여러 가지들
스크랫도 많이 사랑받은 만큼 시리즈가 있다. 한 번씩 볼 만한 에피소드이다.
- 사라진 도토리(Gone Nutty)
- 노 타임 포 너츠(No Time for Nuts)

아이스 에이지 시리즈 중에 나오는 거의 모든 생물들은 검색해보면 과거에 존재했었다는 것들을 알 수 있다. 하지만 스크랫은 다람쥐를 모티브로 만들어진 감독의 오리지널 캐릭터이다.
그러다 2011년, 비슷한 생김새의 생물의 화석이 발견되었다. 학명은 크로노피오 덴티아쿠투스(Cronopio dentiacutus). 하지만 아이스 에이지의 배경 시대와는 달리 훨씬 이전인 백악기에 살았던 것으로 밝혀져 그냥 생김새만 비슷한 동물이라고 남았다.
도토리를 먹지는 않고 항상 땅에 묻으려고만 한다.
2002년 해태음료 헬로팬돌이 광고와 콜라보하였다.
2013년 블루 스카이(Blue Sky)의 로고 오프닝에서도 나온다.
미국의 유명 애니메이션 심슨 가족(The Simpsons)에서도 특별 출연하였는데, 저작권 문제로 인해 하늘색으로 나왔다. 여기서도 도토리를 가지다가 심슨 세계관의 학교 관리인 윌리가 눈삽으로 내려쳐 날려보낸다. 인과응보로 윌리도 다람쥐들에게 공격을 받는다. (성우 : 댄 카스텔라네타, Dan Castellaneta)
또한 패밀리 가이(Family Guy) S04E22 편에서도 출연하는데,3D로 나온다.(원본으로) 빙벽에 박혀있는 도토리를 빼려고 하자 패밀리 가이 세계관의 캐릭터 피터 그리핀이 "도토리는 내꺼야!"라고 하면서 도토리를 못 뽑게 하자 스크랫이 피터를 공격한다. 여기서도 공격력이 강한것을 보여준다.